# Idas jaclinae
Idas jaclinae is een tweekleppigensoort uit de familie van de Mytilidae. De wetenschappelijke naam van de soort is voor het eerst geldig gepubliceerd in 2012 door Giusti, Mietto & Sbrana.